# Stanisław Antoszczuk

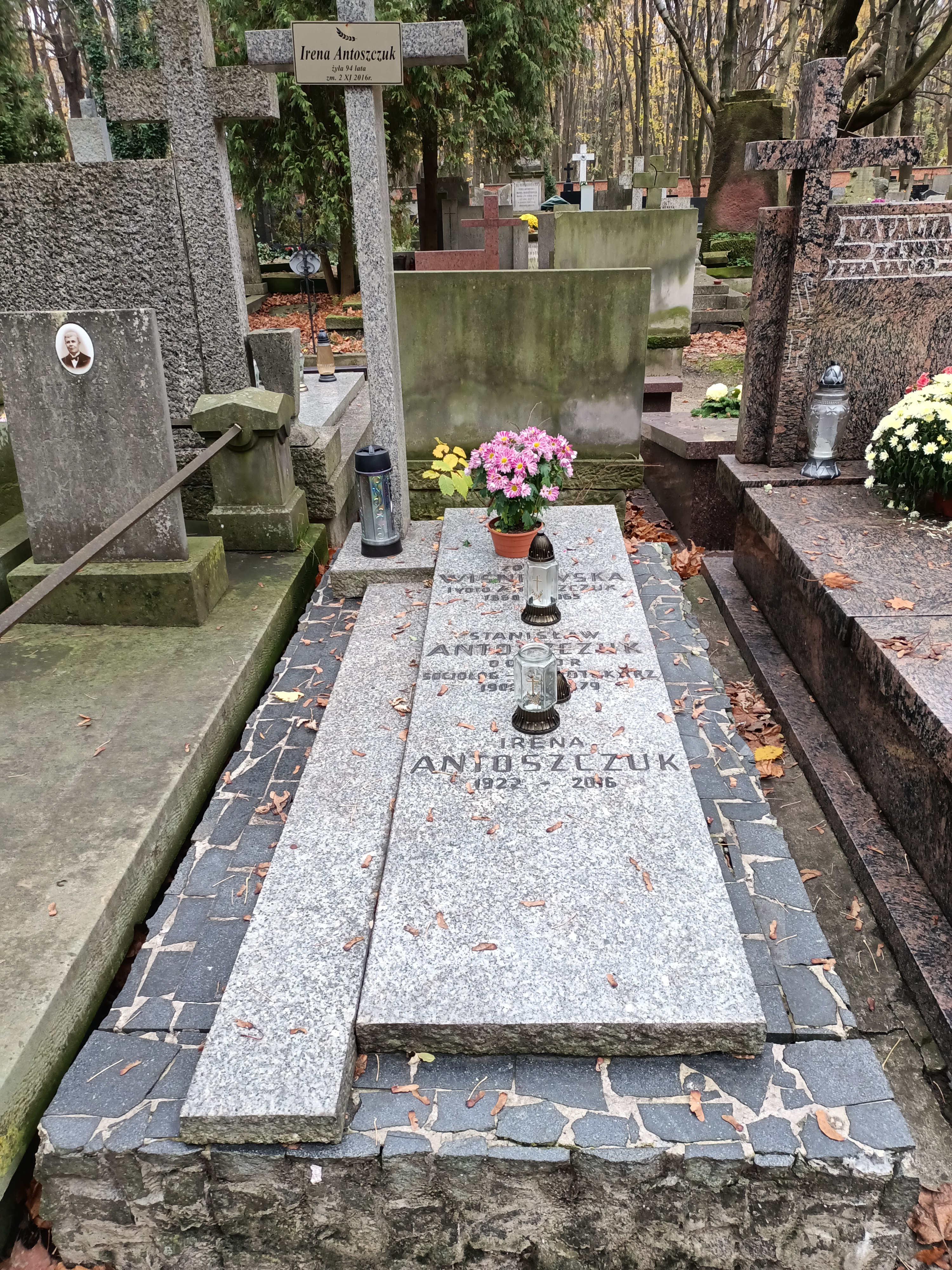
Nagrobek Stanisława Antoszczuka na cmentarzu Powązkowskim w Warszawie

Stanisław Antoszczuk (ur. 23 września 1900 w Skierniewicach, zm. 16 września 1979 w Warszawie) – polski pedagog, socjolog i bibliotekarz.

## Życiorys
Urodził się w Skierniewicach. Dzieciństwo spędził w Sosnowcu, następnie w Kaliszu, gdzie zdał maturę. W 1920 rozpoczął studia na Politechnice Warszawskiej, skąd przeniósł się na Uniwersytet Warszawski na polonistykę, którą ukończył w 1927. Po studiach pracował jako nauczyciel języka polskiego w wileńskich gimnazjach i liceach, oraz wykładał propedeutykę i historię filozofii w Państwowym Prawosławnym Seminarium Duchownym. Tuż przed wybuchem II wojny światowej był dyrektorem Liceum i Gimnazjum w Święcianach i Mołodecznie. Podczas okupacji niemieckiej prowadził na Wileńszczyźnie tajne nauczanie. Po wojnie pracował w Uniwersytecie Warszawskim, tam 3 czerwca 1948 uzyskał stopień doktora filozofii (w zakresie socjologii) na podstawie rozprawy Zagadnienie ideologii w systemie Pareta i w systemie Marksa oraz zdanego egzaminu. W latach 1951–1957 prowadził działalność dydaktyczną na Uniwersytecie Warszawskim, m.in. pełnił funkcję kierownika Studium Nauk Społecznych UW. Podjął następnie pracę w Instytucie Pedagogiki, w którym kierował Sekcją Humanistyczną w Dziale Treści i Metod Nauczania. Od 1960 pracował w Instytucie Książki i Czytelnictwa Biblioteki Narodowej. Od 1962/1964, nr 1/2 redagował „Biuletyn Informacyjny Biblioteki Narodowej”. W maju 1965, z okazji Dnia Działacza Kultury otrzymał Krzyż Kawalerski Orderu Odrodzenia Polski.
Pochowany na cmentarzu Stare Powązki (kwatera 271-5-25).